# الحاج عيسى (بني بونصر)
الحاج عيسى هو دُوَّار يقع بجماعة الصباب، إقليم جرسيف، جهة الشرق في المملكة المغربية. ينتمي الدوّار لمشيخة بني بونصر التي تضم 11 دوار. يقدر عدد سكانه بـ 198 نسمة حسب الإحصاء الرسمي للسكان والسكنى لسنة 2004.

## روابط خارجية
- البوابة الوطنية للجماعات الترابية
- المندوبية السامية للتخطيط